# 文昌閣駅
文昌閣駅（ぶんしょうかくえき）は、中華人民共和国湖南省長沙市開福区にある1号線の駅である。

## 駅構造
- 島式ホーム1面

## 駅周辺
- 中南大学湘雅医院
- 湖南省衛生庁